# Nisída Aléxandros
Nisída Aléxandros är en ö i Grekland.   Den ligger i prefekturen Nomós Attikís och regionen Attika, i den sydöstra delen av landet, 80 km söder om huvudstaden Aten. Arean är 0,37 kvadratkilometer.
Terrängen på Nisída Aléxandros är lite kuperad. Öns högsta punkt är 65 meter över havet. Den sträcker sig 0,6 kilometer i nord-sydlig riktning, och 1,0 kilometer i öst-västlig riktning.